# Castanea (geslacht)
Kastanje (Castanea) is een geslacht van loofbomen. De bladeren zijn veernervig en hebben een gezaagde bladrand.
Het geslacht kastanje omvat circa negen soorten kastanjebomen, waarvan de meeste zo'n 30 tot 40 meter hoog worden:
- Castanea alnifolia
- Castanea crenata - een Japanse en Koreaanse eetbare kastanje
- Castanea dentata - een Amerikaanse kastanje (bijna uitgestorven/uitgeroeid)
- Castanea henryi - een zeldzame eetbare kastanje uit China
- Castanea mollissima - een eetbare kastanje uit Oost-China.
- Castanea ozarkensis
- Castanea pumila - een Amerikaanse struikkastanje met kleine knikkerronde kastanjes
- Castanea sativa - de tamme kastanje uit Europa
- Castanea seguinii - een zeldzame eetbare kastanje uit China

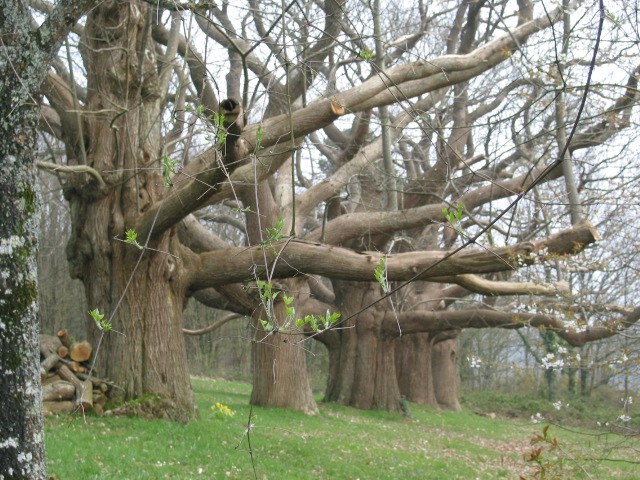
Kastanjebomen in het Haut-Essart Sainte-Suzanne (Frankrijk)

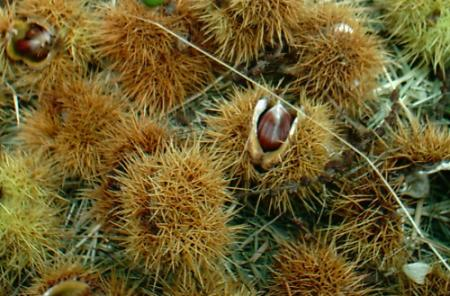
Tamme kastanjes

Het geslacht Paardenkastanje is ingedeeld in een andere plantenfamilie.